# Felder
Felder ist ein deutscher Familienname.

## Varianten
- Feld, Felden, Felderer

## Namensträger
- Alfred Felder (* 1950), Schweizer Cellist und Komponist
- Amanda Felder (* 1982), US-amerikanische Triathletin
- Andreas Felder (* 1962), österreichischer Skispringer
- Anna Felder (1937–2023), Schweizer Schriftstellerin
- Cajetan von Felder (1814–1894), österreichischer Politiker, Bürgermeister von Wien
- Christoph Felder (* 1958), deutscher Filmemacher, Produzent, Künstler
- Clarence Felder (* 1938), US-amerikanischer Schauspieler
- David Felder (* 1953), US-amerikanischer Komponist und Musikpädagoge
- Don Felder (* 1947), US-amerikanischer Rockgitarrist
- Ekkehard Felder (* 1964), deutscher Germanist und Hochschullehrer
- Franz Karl Felder (1766–1818), deutscher katholischer Theologe
- Franz Michael Felder (1839–1869), österreichischer Schriftsteller
- Friedrich Felder (1865–1942), Schweizer Architekt
- Gabriel Felder (* 1967), Schweizer Musiker
- Giovanni Felder (* 1958), Schweizer Mathematiker und Physiker
- Gottlieb Felder (1866–1950), Schweizer Historiker
- Hans Felder der Ältere († um 1504), eidgenössischer Baumeister
- Hans Felder der Jüngere (erwähnt 1497–1521), eidgenössischer Baumeister und Steinmetz
- Hilarin Felder (1867–1951), Schweizer Theologe und Kapuzinerpater
- Jennifer Felder (* 1994), Schweizer Unihockeyspielerin
- John Myers Felder (1782–1851), US-amerikanischer Politiker
- Josef Felder (1900–2000), deutscher Politiker (SPD)
- Karl Felder (1879–1962), deutscher Politiker, hessischer Landtagsabgeordneter (Zentrum)
- Katharina Felder (Bildhauerin) (1816–1848), österreichische Bildhauerin
- Katharina Felder (Tennisspielerin), Tennisspielerin
- Lisbeth Felder (* 1949), Schweizer Schauspielerin und Hörspielsprecherin
- Marcel Felder (* 1984), uruguayischer Tennisspieler
- Marco Felder (* 1974), liechtensteinischer Rennrodler
- Maria Felder (1925–1995), deutsche Malerin
- Max Felder (* 1988), deutscher Filmschauspieler und Synchronsprecher
- Michael Felder (1966–2012), deutscher römisch-katholischer Theologe
- Mike Felder (* 1962), US-amerikanischer Baseballspieler
- Nir Felder (* 1982), US-amerikanischer Jazzmusiker
- Peter Felder (1926–2011), Schweizer Kunsthistoriker und Denkmalpfleger
- Priska Wismer-Felder (* 1970), Schweizer Politikerin (CVP)
- Robin Felder (* 1971), deutscher Songwriter und Schriftsteller
- Rudolf Felder (1842–1871), österreichischer Jurist und Entomologe
- Sarah Felder (* 1956), italienische Rennrodlerin
- Sylvia Felder (* 1967), deutsche Politikerin (CDU), MdL
- Thomas Felder (* 1953), deutscher Mundart-Liedermacher
- Wilton Felder (1940–2015), US-amerikanischer Jazz- und Fusion-Musiker